# Hoplia hyrcana
Hoplia hyrcana är en skalbaggsart som beskrevs av Medvedev 1952. Hoplia hyrcana ingår i släktet Hoplia och familjen Melolonthidae. Inga underarter finns listade i Catalogue of Life.